# 90482 Ork
90482 Ork (mednarodno ime Orcus) je velik čezneptunski asteroid iz skupine plutinov v Kuiperjevem pasu.

## Odkritje
Orka so odkrili Michael Brown (Caltech), Chad Trujillo (Observatorij Gemini) in David Rabinowitz (Univerza Yale) 17. februarja 2004. Našli so ga tudi na starih posnetkih iz 8. novembra 1951. Ime je dobil po bogu podzemlja Orku iz rimske mitologije.

## Tirnica
Ork je plutino, kar pomeni, da je v orbitalni resonanci 2 : 3 z Neptunom. Njegova tirnica je podobna tirnici Plutona. Čeprav pride v bližino Neptunove tirnice, je vedno precej oddaljen od njega.

## Lastnosti
Absolutni izsev Orka je približno 2,3. V prvem četrtletju leta 2007 so bili objavljeni podatki o triletnem opazovanju Orka s Spitzerjevim vesoljskim daljnogledom v infrardečem spektru. Velikost Orka so ocenili na 946,3+74,1-72,3km. Ork ima tudi velik albedo (~0,2). Opazovanja v okviru Evropskega južnega observatorija (Evropska organizacija za astronomska opazovanja na južni polobli) v infrardečem področju, so pokazala, da je sestavljen iz vodnega ledu in ogljikovih spojin. Spekter, ki so ga posneli na Observatoriju Gemini, kaže, da je 15 do 30% površja pokritega z vodnim ledom. To je manj kot na Haronu in približno toliko kot na Tritonu. Prav tako so ugotovili, da je do 30% ledu iz metana. Verjetno bodo odkrili še druge spojine.

## Naravni sateliti
Asteroid Ork ima znan sam en naravni satelit. O odkritju so poročali v okrožnici IAUC štev. 8812 Mednarodne astronomske zveze 22. februarja 2007. Luna bi lahko imela premer približno 220 km (ob upoštevanju albeda, ki bi naj bil podoben Orkovemu).